# Protea nitida
Protea nitida är en tvåhjärtbladig växtart som beskrevs av Philip Miller. Protea nitida ingår i släktet Protea och familjen Proteaceae. Inga underarter finns listade i Catalogue of Life.